# Parowozjada

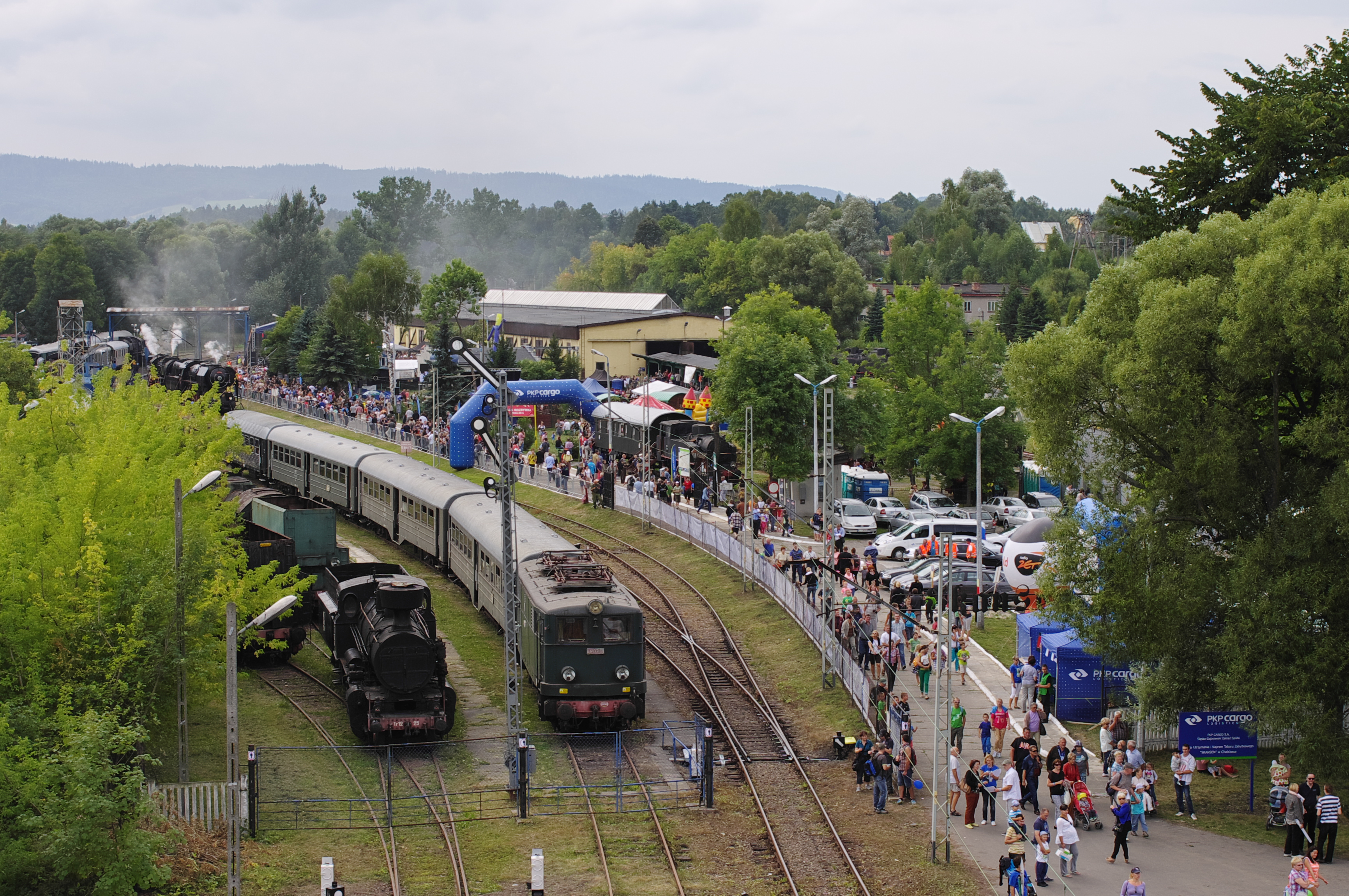
Parowozjada w 2013 r.

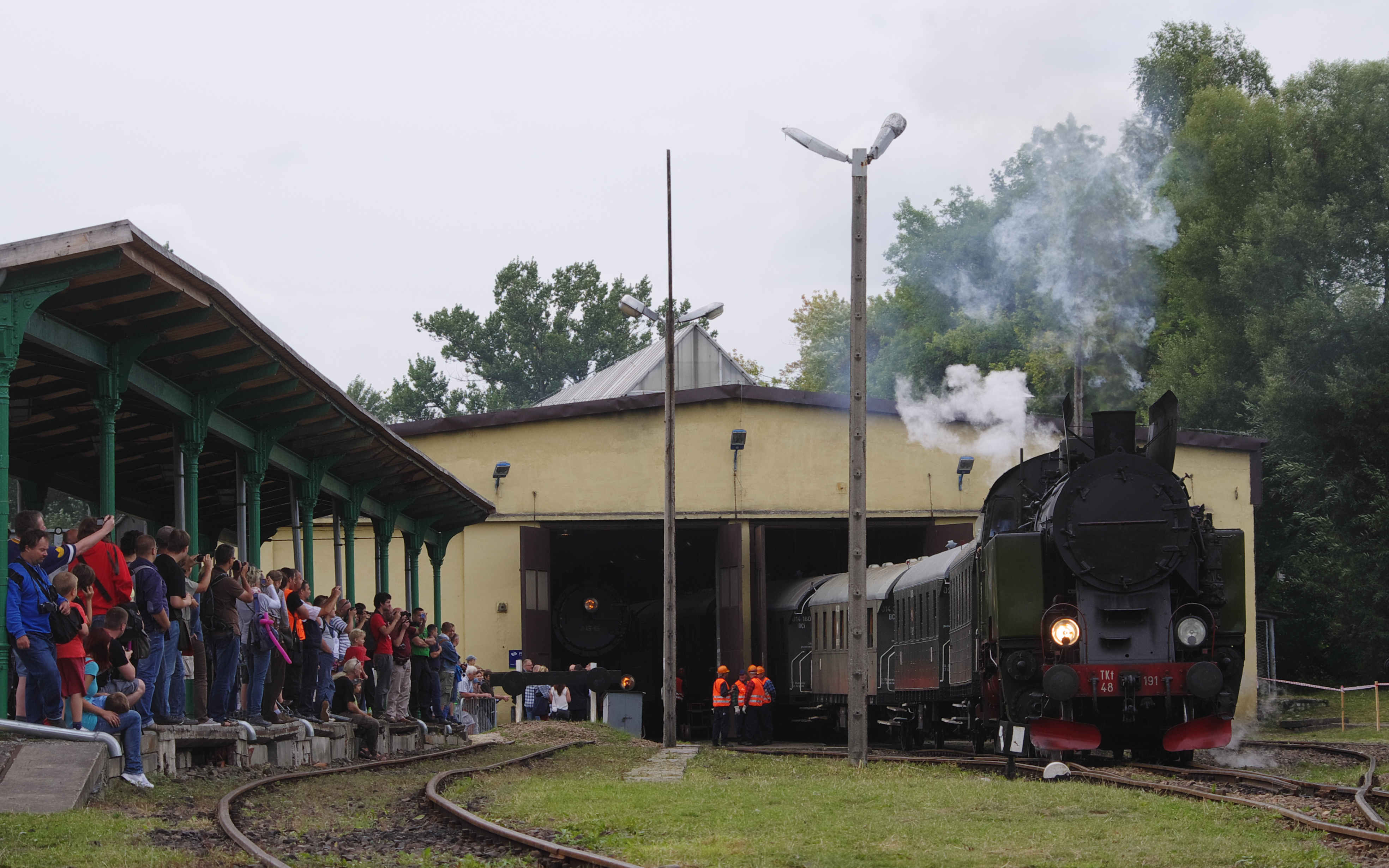
W oczekiwaniu na pokaz pociągów

Parowozjada – cykliczna impreza kolejowa organizowana od 2005 r. corocznie w Skansenie w Chabówce. Głównym organizatorem jest właściciel skansenu, PKP Cargo. Parada odbywa się na przełomie sierpnia i września.

## Historia
Pierwsza Parowozjada odbyła się w 2005 roku i była ograniczona tylko do terenu Skansenu. W 2006 roku impreza odbyła się na stacji Rabka Zaryte i na terenie Skansenu w Chabówce. W 2008 roku, w wyniku braku porozumienia pomiędzy władzami Rabki a PKP Cargo Parowozjada odbyła się wyjątkowo w Suchej Beskidzkiej. Kolejne edycje imprezy odbyły się z powrotem na terenie Chabówki.

## Koncepcja
W Wolsztynie od 1993 roku odbywa się Parada Parowozów na której wielokrotnie prezentowano również parowozy z Chabówki. Po przejęciu Skansenu przez PKP-Cargo zrodziła się koncepcja organizacji podobnej imprezy w Chabówce. Pierwsza edycja (od pomysłu do dnia pokazów) została zorganizowana w rekordowo szybkim, kilkumiesięcznym tempie. Program Parowozjady zazwyczaj obejmuje pokazy parowozów, zawody drużyn trakcyjnych, pokazy składów historycznych, zwiedzanie infrastruktury parowozowni i pokazy obrządzania parowozów, przejazdy w kabinie maszynisty.

## Bezpieczeństwo
Nad bezpieczeństwem uczestników parady corocznie czuwa kilkudziesięciu funkcjonariuszy Straży Ochrony Kolei, Policji oraz Straży Miejskiej. Tory, po których przejeżdża zabytkowy tabor są odgrodzone od publiczności biało-czerwoną taśmą.